# Palais impérial d'Ingelheim

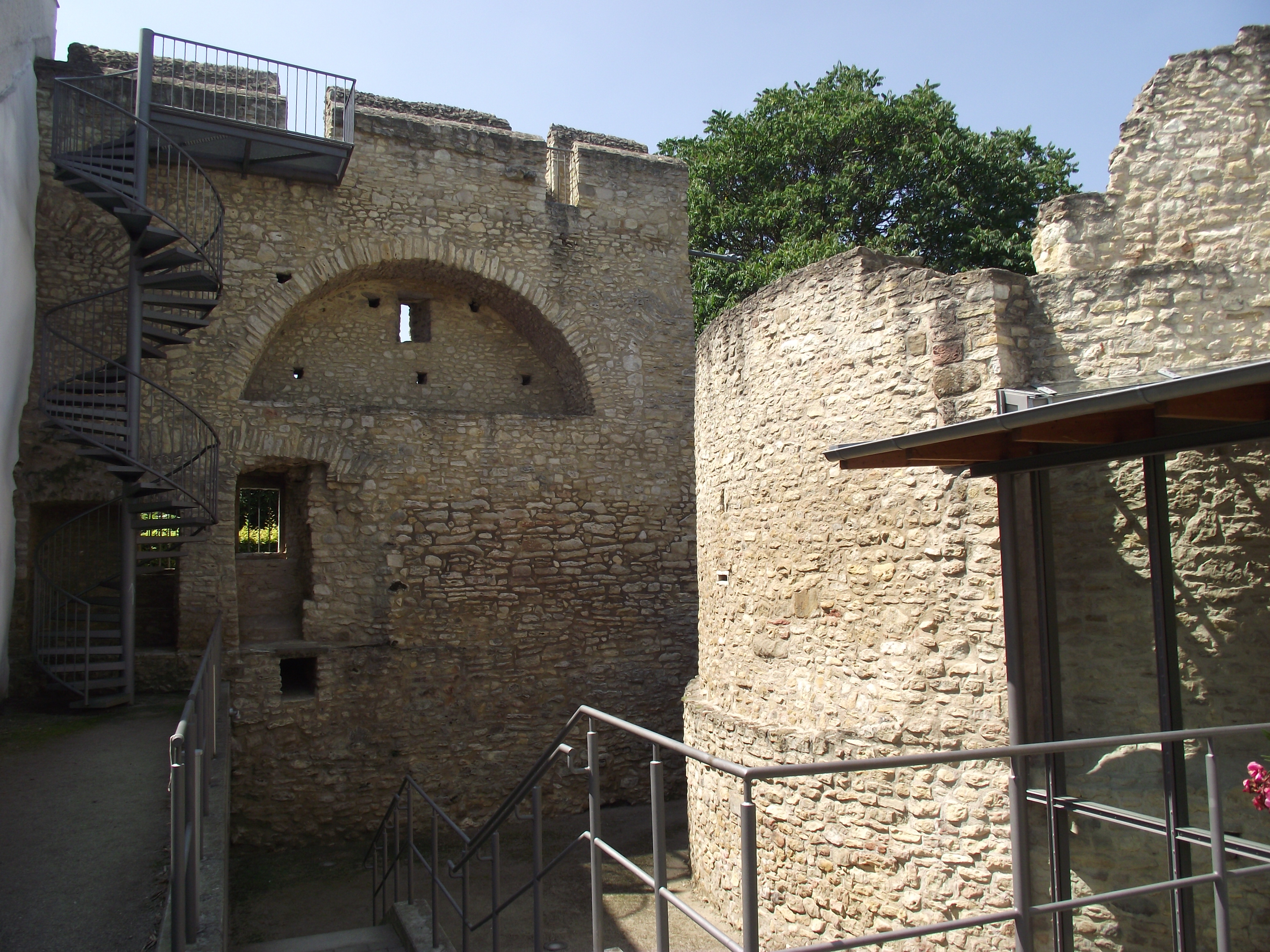
La salle du palais impérial d'Ingelheim.

Le palais impérial d'Ingelheim est un palais royal de la seconde moitié du VIIIe siècle, qui a servi de résidence temporaire aux souverains germaniques jusqu'au XIe siècle. Ce complexe palatial se trouve dans Nieder-Ingelheim, 15 km à l'ouest de Mayence, sur la parcelle Im Saal, sur un coteau surplombant la plaine du Rhin.
De ce château, il ne subsiste que d'imposantes ruines ; mais la plus grande partie des locaux est souterraine. Les fouilles archéologiques ont permis de reconstituer en grande partie l'édifice.

## Historique des fouilles
Les premières recherches ont été menées sur ce site dès le milieu du XIXe siècle : en 1852, August von Cohausen exposait le résultat des premières fouilles. En 1888-89, Paul Clemen entreprit de poursuivre les excavations. L'association allemande d'histoire de l’art confia en 1909 à Christian Rauch l'organisation de fouilles systématiques, mais celles-ci durent être reportées à cause de la guerre. Rauch publia cependant un rapport sur ses découvertes, et s'appuya dessus pour proposer en 1931-32 une maquette du château, qui jusqu'en 1975 fixa les canons de l’architecture carolingienne en matière de palais. En 1960 les fouilles reprirent sous la direction de Walter Sage grâce aux moyens mis à disposition par la Fondation allemande pour la recherche. Il a eu pour successeurs Hermann Ament (1963) puis Uta Wengenroth-Weimann (campagnes de 1965 et de 1968-70). Des fondations dégagées au cours de ces années, Konrad Weidemann a pu élaborer en 1975 une nouvelle maquette du complexe palatal rectifiant celle de Walter Sage. Depuis 1995 de nouvelles excavations ont été menées, visant à mieux dater et délimiter chaque corps de logis et à préciser la topographie d'ensemble. On a pu ainsi retrouver le seul exemplaire connu à ce jour de pièce d'or à l'effigie de Charlemagne, une boucle de ceinture de même époque ainsi qu'un hypocauste antérieur à l'an mil. Cette dernière campagne de fouille a aussi permis de fabriquer une maquette actualisée du palais d'Ingelheim.

## Développement du palais d'Ingelheim

### Haut moyen âge
L'emprise du château se trouve à 500 m environ au dessus du village de Nieder-Ingelheim et son église Saint-Rémi, où se trouvait un château des rois mérovingiens. Il y avait à l'époque franque plusieurs fermes à la place du village d'Ingelheim, avec leurs cimetières respectifs : elles ont été annexées au domaine royal au VIIIe siècle.
Les sources écrites mentionnent Ingelheim dès 742-43 : cet hiver-là, Carloman fit donation au nouveau diocèse de Wurtzbourg de l’église Saint-Rémi de Nieder-Ingelheim, ainsi que de 25 autres églises et chapelles. Ingelheim se trouvait alors au cœur du royaume des Francs : c'était un fief de la Couronne important, puisqu'il se trouvait à proximité immédiate de la ville de Mayence.
La présence de Charlemagne à Ingelheim est attestée une première fois en septembre 774. Il y effectua une brève étape au retour de l'invasion du Royaume lombard dans le Nord de l'Italie, où il s'était fait couronner roi des Lombards. Puis à partir de l'hiver 787 il séjourna de nouveau à Ingelheim, cette fois pour une plus longue durée : il y passa Noël et ne quitta le château qu'au début de l'été 788 : au mois de juin 788, en effet, Charlemagne convoquait le grand ban pour juger le duc Tassilon III de Bavière, condamné à mort pour trahison (ce dernier sera finalement gracié par Charlemagne et relégué à vie dans un monastère). La durée et l'importance historique de ce séjour, le fait que le souverain franc y ait passé les fêtes de Noël et de Pâques, suffisent à montrer l'importance de cette forteresse, qui pouvait être approvisionnée par les fermes voisines. Nous apprenons par la Vita Karoli Magni d’Eginhard que Charlemagne a effectivement fait construire un palatium à Ingelheim, car le biographe considère la construction de deux grands châteaux, l'un à Ingelheim et l'autre à Nimègue, comme les plus grands accomplissements architecturaux de Charlemagne, juste après l'érection de la chapelle palatine d’Aix-la-Chapelle et le pont franchissant le Rhin à Mayence. Toutefois, Eginhard dit tout aussi clairement que le chantier du château n'en était encore qu'à ses débuts (inchoavit) à la mort de Charlemagne. Du reste, après le séjour de 787-88, le roi des Francs cessa de prendre ses quartiers d'hiver au palais d’Ingelheim ; il faudra attendre le mois d'août 807 pour que Charlemagne convoque, une ultime fois, le ban à Ingelheim : Aix-la-Chapelle était désormais sa résidence favorite.
Son fils Louis le Pieux résida beaucoup plus souvent à Ingelheim : de 817 à 840, il s'y rendit sept fois. Il y convoqua cinq fois le ban de l'empire, y reçut solennellement quatre ambassades et y tint au moins un synode. Au cours du seul été 826, il y eut même deux bans à Ingelheim (en juin et en octobre). Ces assemblées marquent l’apogée de son règne : lors de la première, un roi déposé par ses barons et chassé de ses terres, le Dane Heriold, qui avait fait allégeance aux Francs dès 814, en appela à Louis pour reconquérir son trône. À cette occasion, il se fit baptiser avec sa famille et toute sa cour dans l’Abbaye Saint-Alban devant Mayence.
Louis le Pieux est mort le 20 juin 840 sur une île fortifiée du Rhin face à Ingelheim. On ne l'a cependant pas inhumé à Ingelheim, mais dans le caveau familial de Metz.
Le moine aquitain Ermold le Noir, fait de la description du palais d'Ingelheim qui accompagne le récit du baptême du roi Harald (826), le point d'orgue de son panégyrique de Louis le Pieux (826-28). Il met en particulier un soin minutieux à dépeindre en deux couplets les tapisseries murales de la regia domus (salle du trône) et d'une aula dei (chapelle). Toutefois le rapprochement avec les données archéologiques et les récits donnés par les annales de l'époque invitent à prendre ses propos avec circonspection.
Les Carolingiens postérieurs n'ont résidé à eux tous, de façon certaine, qu'à sept reprises à Ingelheim.

### Architecture carolingienne du palais
Les fermes mérovingiennes du VIIe siècle ont été rasées pour permettre la construction du palais dans le dernier quart du VIIIe siècle. Le palais primitif n'occupait qu'une surface de 145 m x 110 m, sur une terrasse située à trois kilomètres de la rive sud du Rhin. Dès l'époque carolingienne, il comportait une salle du trône (Aula regia) de 40,5 m x 16,5 m, reprenant les canons des basiliques antiques avec un exèdre, détails qui suffisent à caractériser le plan du palais. La forme et l’ordonnance de l'édifice laissent deviner un plan intentionnel, qui ne fut toutefois mené à son terme, comme l'indiquent les fouilles archéologiques, qu'au Xe siècle. La salle du trône était dotée d'un narthex précédant la porte nord et de portails latéraux à l'est et l'ouest. On peut encore voir dans les ruines de l'abside, dans la moitié sud de l'édifice, les vestiges de l’estrade sur laquelle se trouvait le trône. Pour ce qui est de la décoration intérieure, on a retrouvé 3 000 fragments du crépi peint de diverses couleurs et un carrelage de marbre et de porphyre, dont on peut voir quelques échantillons à l'accueil et dans le musée du palais impérial. Au dessus de la lésène gauche de l'abside, un arc-boutant a été conservé dans son état d'origine, sur lequel prenait appui un arc de triomphe couronnant l'abside. Cela permet d'estimer la hauteur aux naissances des voûtes de la salle du trône à 13 m et sa hauteur sous voûte à 19 m.

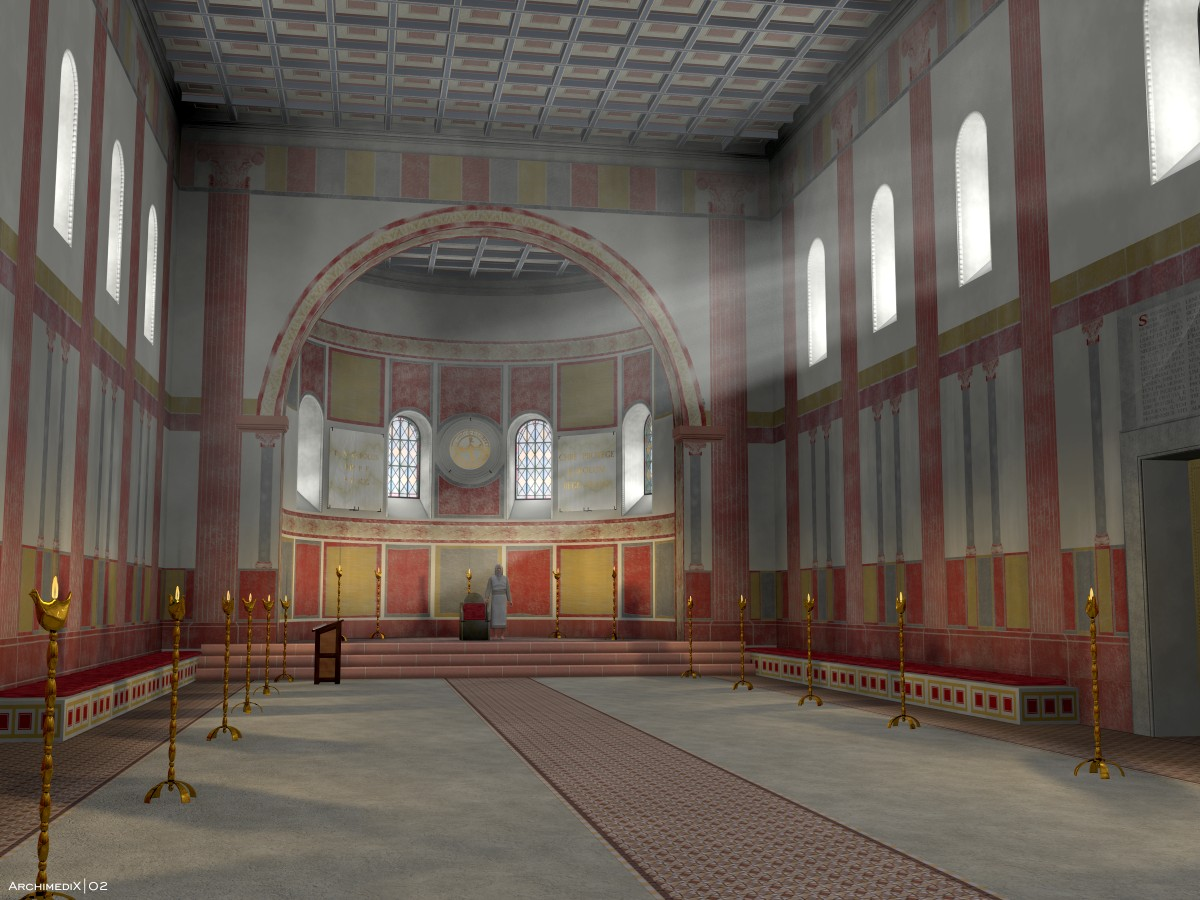
Reconstitution numérique de la salle du trône, en regardant côté abside.

L’exèdre avait un diamètre de 89 m, possédait au moins deux niveaux et était flanqués à l’extérieur de six tours rondes, qui ont abrité des conduites d'eau chauffée ; mais ces tours avaient aussi une importante fonction politique : vu de l’extérieur, elles magnifiaient le palais et lui donnaient un aspect d'ouvrage défensif. L’exèdre  embrasse toute la largeur de l'édifice. Pour l'architecture du haut Moyen Âge, Ingelheim est, avec le palais de Samoussy (France), le seul exemple de voûte en cul-de-four. L'intérieur était divisé par des murs rayonnants en six ou sept salles, auxquelles on accédait par une colonnade. Au fond de l’exèdre, il y avait à l’époque carolingienne une baie, dite « Porte de Heidesheim. »

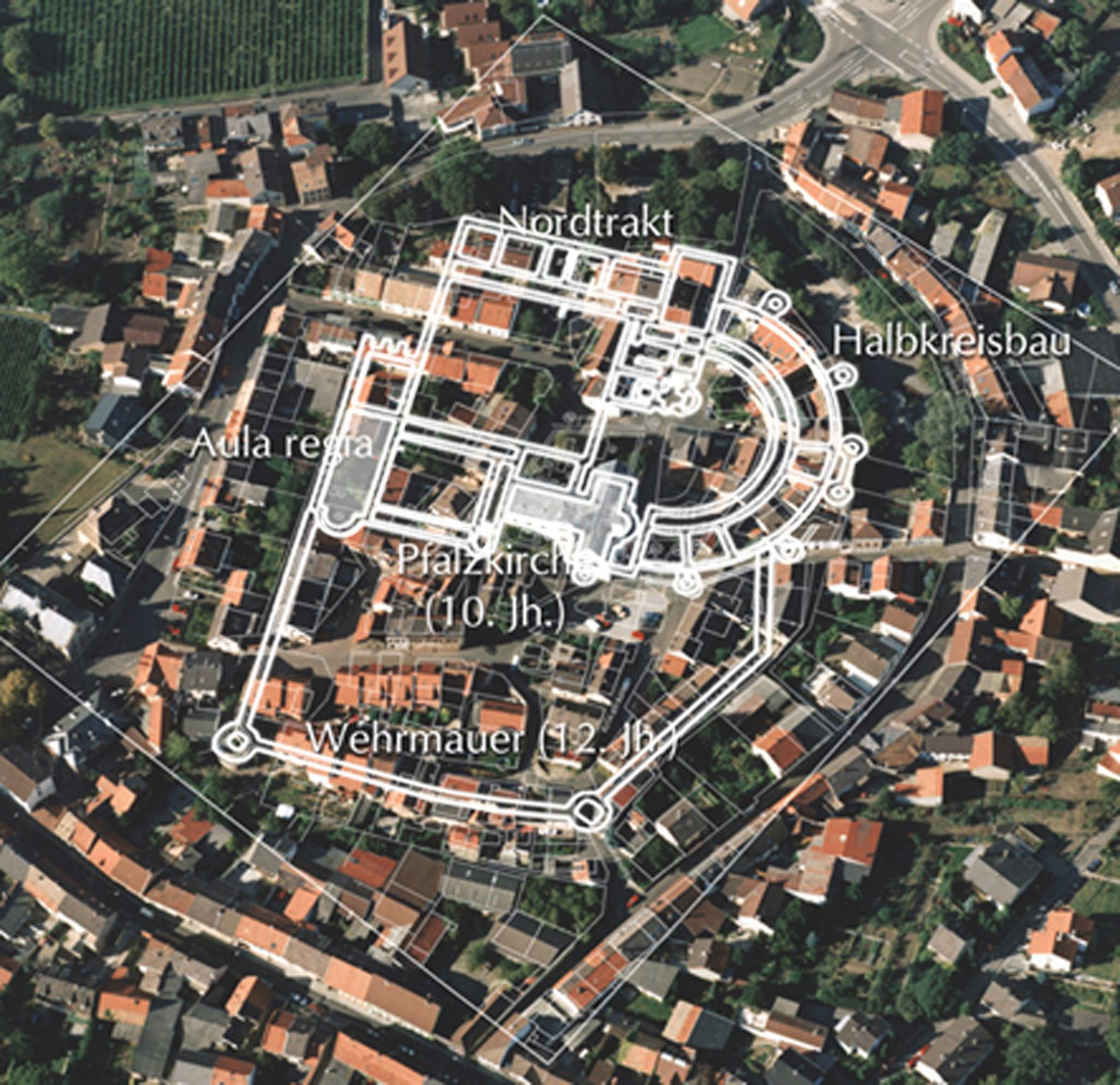
Aspect actuel du site avec une reconstitution des murs d'origine.

Cette porte était flanquée de deux portes plus petites qui menaient chacune à un passage voûté, qui donnaient accès aux tours extérieures. On peut encore voir ces deux passages et leurs portes ; l’une de ces portes a conservé un linteau en grès dans son état d'origine. Les deux portes de style carolingien sont d'ailleurs l’un des ultimes vestiges des remparts, qui furent pourtant reconstruits sous le règne de la dynastie des Hohenstaufen. À l’époque carolingienne, le palais n'était pas encore entièrement fortifié. Il était prolongé à l’ouest par une salle et son aile nord était une longue arcade. C'est là, dans le noyau primitif du château, que lors des fouilles de 2004, au dégagea la chapelle carolingienne : jusque-là, on ne savait pas avec certitude laquelle des églises servait de lieu de culte à l’époque carolingienne.
L’architecture du palais carolingien d’Ingelheim reprend de nombreux motifs d’architecture antique : on le voit au plan des principaux édifices comme la salle du trône, l’exèdre ou le plan trifolié de la chapelle. Même le plan d'ensemble ou la position relative des différents édifices rappelle les villas et les palais romains.

### Évolution au Moyen Âge
Ingelheim retrouve la faveur des monarques allemands sous le règne des Ottoniens. Othon Ier a par exemple résidé à dix reprises au moins à Ingelheim : cela fait autant de séjours qu'au palais d'Aix-la-Chapelle.
Au mois de juin 948, il y eut à Ingelheim un important synode destiné  à résoudre le schisme né de la lutte pour la chaire de l'Archevêché de Reims ; ce synode ne se tint toutefois pas dans la salle du palais, mais dans l'église Saint-Remi, qui se trouve un peu à l'ouest du palais. Il y eut ensuite d'autres synodes d'empire : 958, 972, 980, 993 et 996. Sous le bref règne d'Othon II, deux Pâques y furent célébrées (en 977 et 980) ainsi qu'un synode (980) ; mais Othon III est encore l'empereur qui a le plus résidé dans ce palais, marqué par la présence simultanée de l’impératrice Theophano et d’Adélaïde, qui assurèrent la régence au nom de l'enfant-roi Othon III. La préférence pour ce château tenait sans doute à la proximité de Mayence et donc de l'archevêque Willigis, qui était à la fois l'oncle d'Othon III et un prélat dont l'influence politique et l'autorité en faisait l'un des grands de l'empire. À partir de 994, le règne personnel d'Othon III commence et le palais d'Aix-la-Chapelle prend de nouveau la préséance.
Sous le règne des Ottoniens, le palais d'Ingelheim aura été, après Quedlinbourg et Aix-la-Chapelle, l'un des séjours favoris de la cour pour la célébration des fêtes de Pâques, qui était à cette époque l'une des fêtes liturgiques les plus importantes, car les souverains profitaient de cette occasion pour y manifester leur puissance et leur richesse.
L'examen des vestiges archéologiques du site laisse deviner d'importants travaux de réparation ainsi qu'une légère modification du palais au Xe siècle : une chapelle, la Saalkirche, a été ajoutée à l'est de la salle du trône ; c'était une église à transept possédant une seule nef. Son nom lui vient de la parcelle (Im Saal) où elle a été dressée. Elle est nettement plus grande que les édifices religieux qui l'ont précédée sur le site (Cf. infra § Topographie sacrale du palais). Contrairement aux autres églises de l'an mil, son abside n'est pas exactement « orientée » (dirigée vers l'est), mais plutôt vers le nord-est : cette anomalie lui permet cependant de s'insérer idéalement au sein du complexe architectural carolingien.
Bien que les traces de renforcement des murailles et celles d’un fossé suggèrent des travaux de fortification, la structure et l'emprise de l'aménagement carolingien sont encore préservés à cette époque.
Au XIe siècle et au début du XIIe siècle, il n'y eut plus, selon les sources écrites, que des séjours isolés de la cour dans ce palais. Les empereurs Hohenstaufen n'y ont séjourné qu'à quatre occasions, sans d'ailleurs y tenir conseil ni promulguer de décrets. Frédéric Barberousse y est peut-être venu une fois (en 1154 ou en 1163), pour y rencontrer Hildegarde de Bingen, si toutefois la mention d'une lettre de l'empereur à cette poétesse est authentique.
On apprend par la Gesta Frederici du chroniqueur Rahewin que le second empereur des Hohenstaufen, Frédéric Barberousse, avait fait démonter le palais d'Ingelheim pour « le reconstruire selon des proportions plus convenables » (...aufs angemessenste wieder hergestellt). Tout ce que l'on peut dire, c'est que le palais a été fortifié par les Hohenstaufen, et que ces changements ne sont pas l’œuvre d'un seul monarque, mais qu'ils sont l'aboutissement d'un long processus, qui s'est poursuivi jusqu'à l'ère moderne. La parcelle „Im Saal“ est devenue un château fort intégré à la ligne défensive du Rhin voulue par les rois Hohenstaufen. Cela s'est traduit par le fait que l'exèdre d'époque carolingienne a été muni à l'est de la Porte de Heidesheim pour le fortifier : la porte d'origine a été rebouchée, la partie supérieure des murs abattue et remplacée par des remparts ; les superstructures de la Porte de Heidesheim ot été converties en murailles avec créneaux, meurtrières et chemins de ronde. Les tours extérieures ont été abattues. L'église de la Saalkirche a été réparée une nouvelle fois, et dotée d'une façade, d'un chœur et d'un transept romans. L'ordonnance générale de l'enceinte a été préservée, mais son emprise au sud a été doublée et défendue d'une seconde enceinte. D'après les données archéologiques actuelles, on ne peut affirmer que cette seconde enceinte ait abrité des corps de logis importants ni un village.
Une fois reconstruit et fortifié, l'ancienne résidence impériale n'a plus servi que de château, destiné à protéger la région militairement. Ses fonctions politiques, religieuses et cérémonielles étaient passées à d'autres palais dès le XIe siècle : Henri III fut le dernier monarque à célébrer son mariage à Ingelheim (avec Agnès de Poitou, en 1043). On n'a ensuite plus aucune mention écrite d'Ingelheim avant le séjour qu'y effectue l'empereur Charles IV en 1354, et que l'on connaît par les actes de fondation de la collégiale augustine destinée à accueillir les pèlerins de Bohême en route pour le sanctuaire d'Aix-la-Chapelle. Ce sont les chanoines augustins qui reprirent la propriété du château.
En 1375 Charles IV transféra propriété de la terre impériale d'Ingelheim au Palatinat du Rhin : elle fut désignée comme l’Ingelheimer Grund de la couronne palatine jusqu'à la Révolution française.

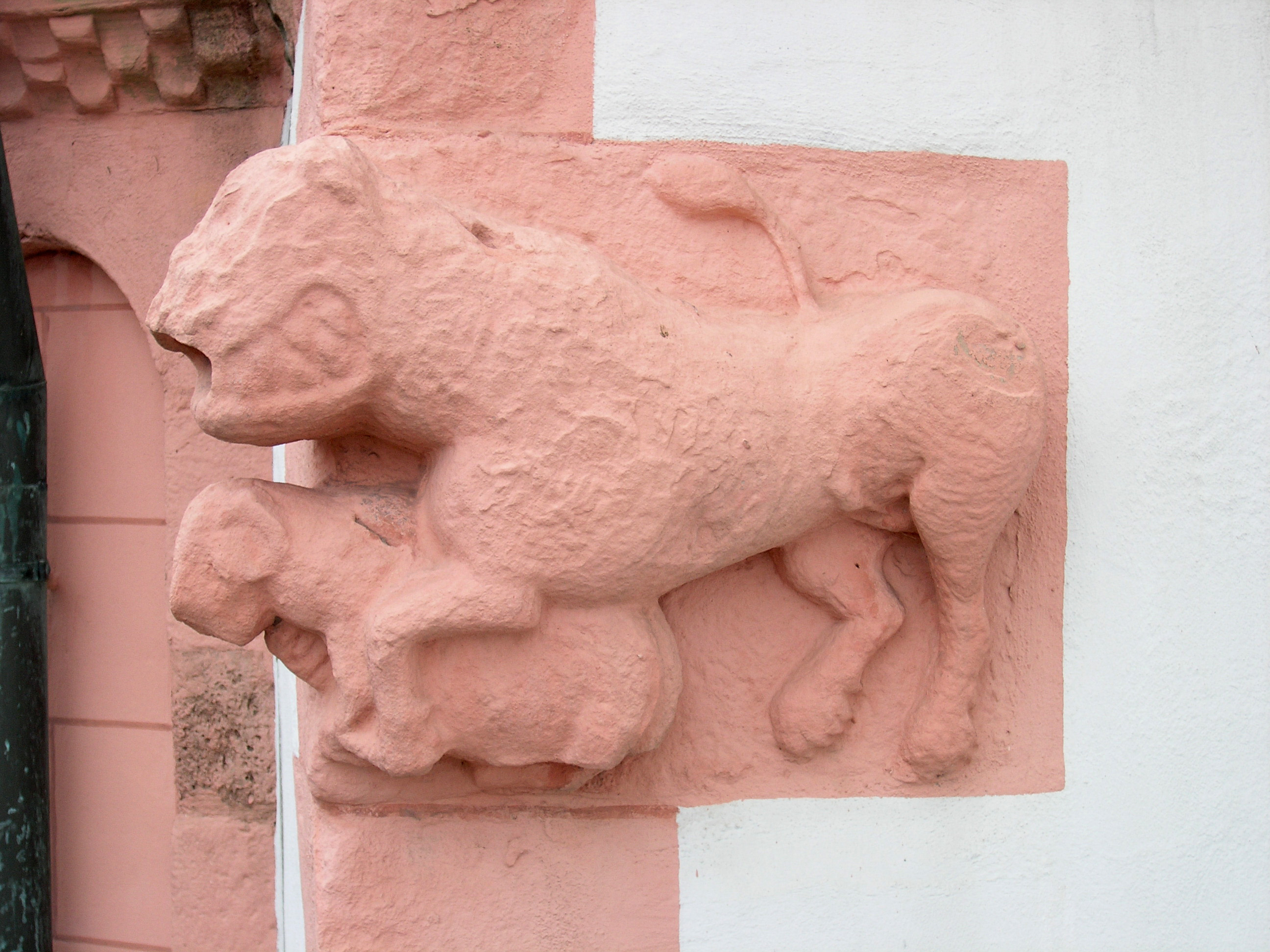
Ornement roman de l'église dite Saalkirche.
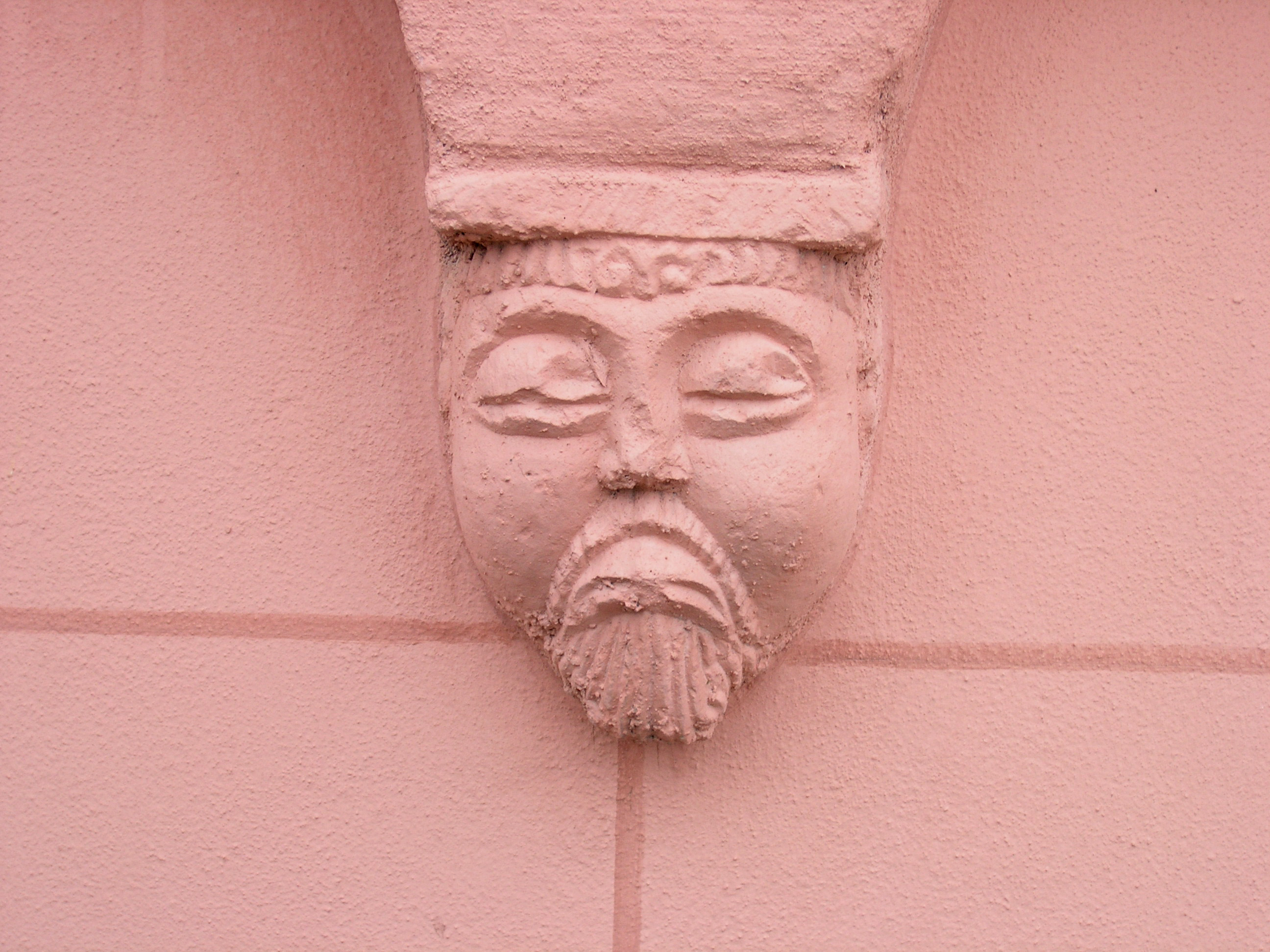
Un corbeau roman (même édifice).

## La topographie sacrale du palais
Au Moyen Âge, un palais comportait des ateliers, des corps de logis et enfin une chapelle. Christian Rauch, l'un des premiers explorateurs du site d'Ingelheim, avait émis l'hypothèse, au cours de sa campagne de fouilles de 1909–1914, que la chapelle du palais carolingien n'était autre que l’église de la Saalkirche d'Ingelheim, ou peut-être un prédécesseur de cet édifice. Ses recherches n'ont pas été remises en cause avant le début des années 1960 ; mais depuis les fouilles menées par Walter Sage en 1960-61, notamment à l'intérieur de la Saalkirche, qui ont mis au jour des poteries de Pingsdorf sous les fondations de l'église : or ces objets sont caractéristiques de la civilisation matérielle du monde germanique entre 900 et 1300. Il a donc fallu renoncer aux hypothèses de Rauch : les fondations de la Saalkirche ne sont pas antérieures au Xe siècle, l'époque des rois Ottoniens. Il fallait donc chercher ailleurs le lieu de culte de la période carolingienne.
Au cours des débats qui s'ensuivirent, on examina l'hypothèse selon laquelle l’église Saint-Remi aurait été la chapelle carolingienne. On savait par les sources écrites que cette église existait déjà en 742, à l'époque des Carolingiens ; mais elle ne se trouve pas à proximité du palais, et il serait singulier qu’une chapelle royale se trouve en dehors de l'enceinte du complexe du palais.
Puis au cours de l'hiver 2003-04, Holger Grewe dirigea des fouilles sur un terrain vague au nord de la Saalkirche, et c'est à cet endroit qu'on dégagea l'enceinte consacrée du palais carolingien : on y découvrit les ruines de deux églises, antérieures à la Saalkirche du Xe siècle.

Les trois édifices sacrés du palais d'Ingelheim
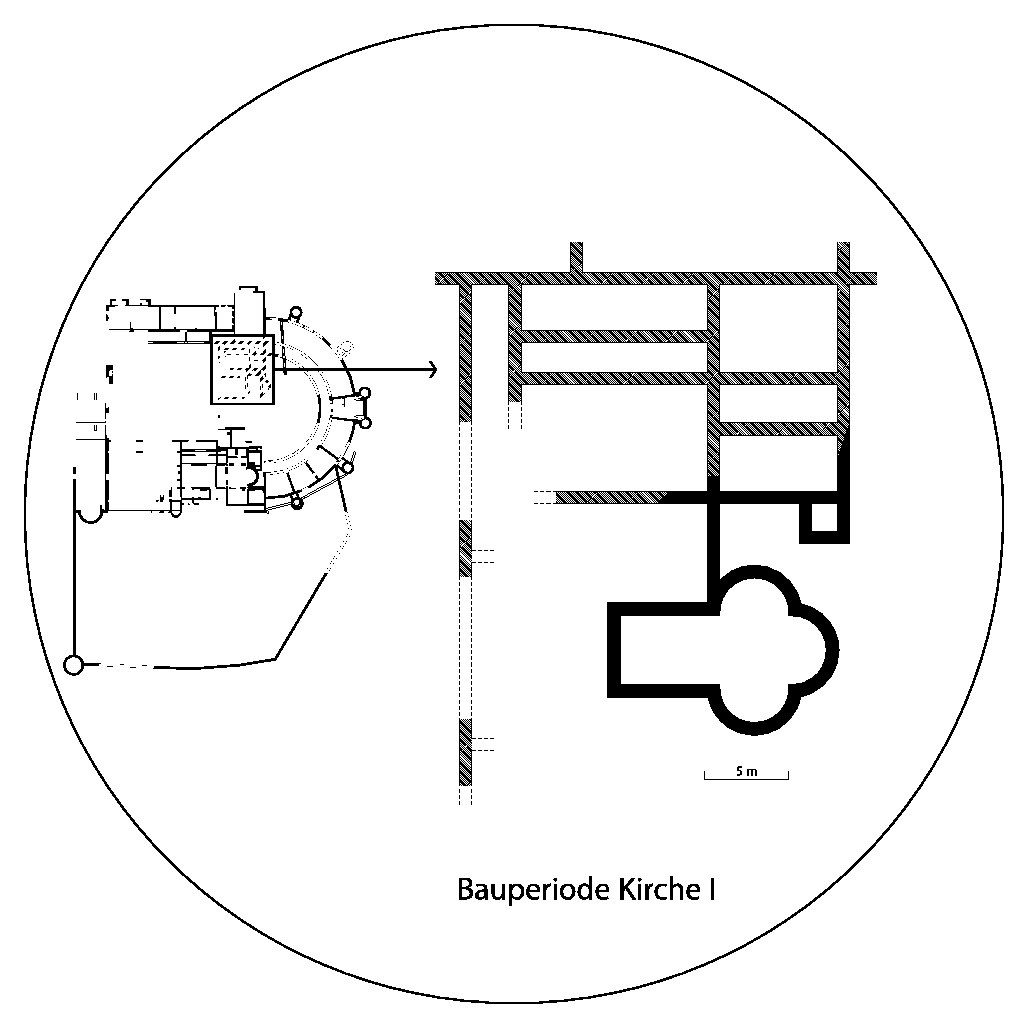
Le chœur trifolié.
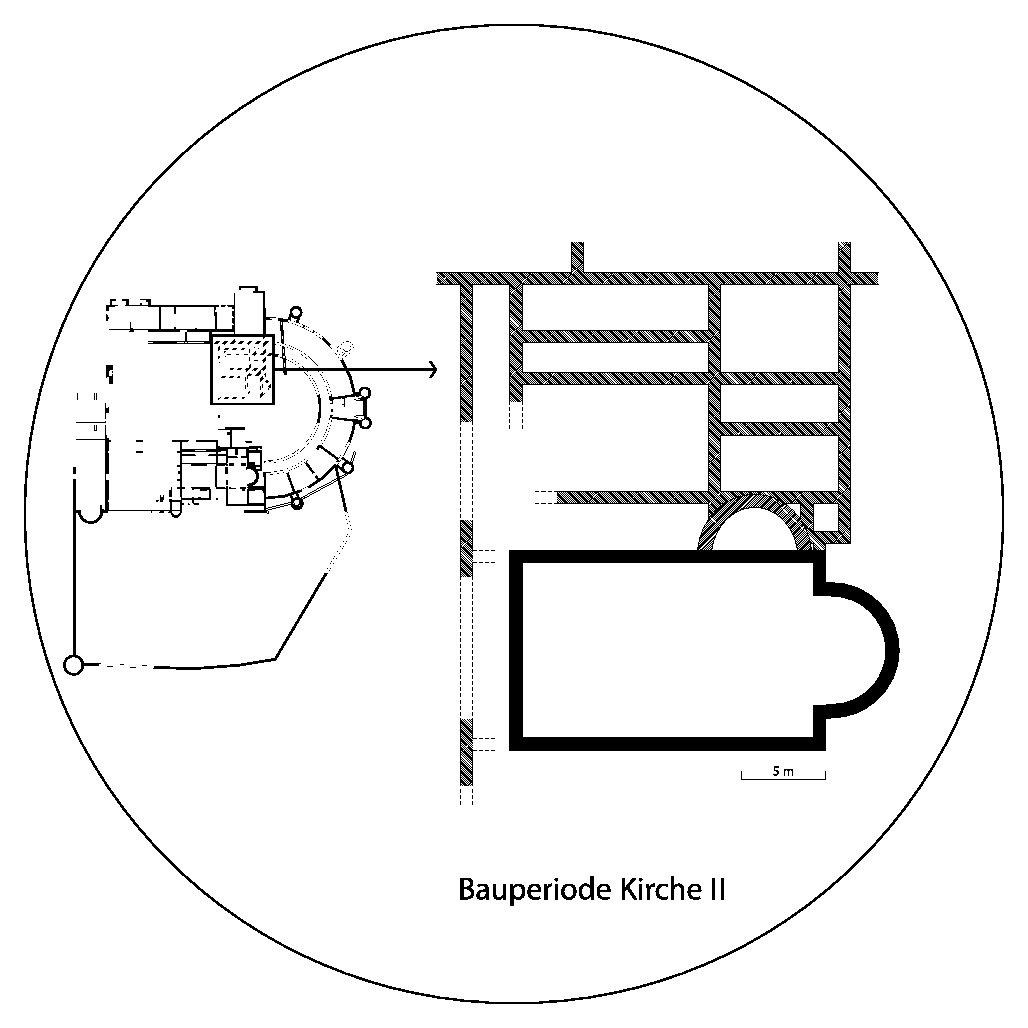
L'abside.
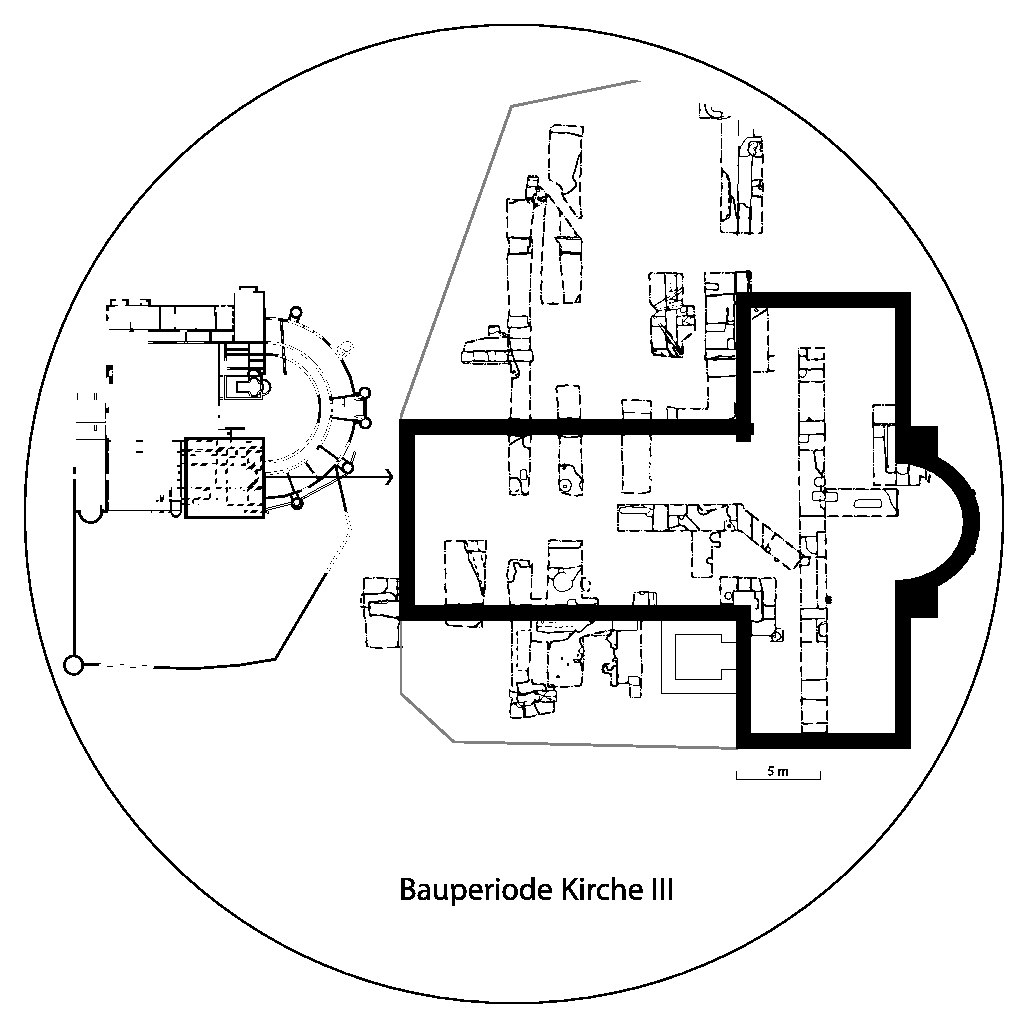
L'église dite Saalkirche.

(à droite le plan au sol de chaque édifice, à gauche leur emplacement au sein du complexe monumental)

### Le chœur trifolié
La plus ancienne chapelle connue sur le site est un édifice à triple abside, trifolié en plan. Chacune des absides avait un diamètre de 4 m. L'extrémité ouest de l'église a été entièrement rasée pour les réaménagements du XXe siècle, de sorte qu'il est désormais impossible de dire avec certitude si la chapelle affectait en plan une forme quadrifoliée (c’est-à-dire fermée par une quatrième abside à l'ouest) ou si c'était une église à nef (c’est-à-dire fermée par une petite salle rectangulaire à l'ouest) ; d'après les fouilles, la première hypothèse paraît très peu probable.

### L'abside
L'église à chœur trifolié était déjà abandonnée en 900 : on l'avait remplacée par une abside. Les fouilles n'ont pas permis de comprendre pourquoi on avait construit cette nouvelle église, mais la taille supérieure de la nouvelle chapelle milite pour des considérations d'espace.

### L'église diteSaalkirche

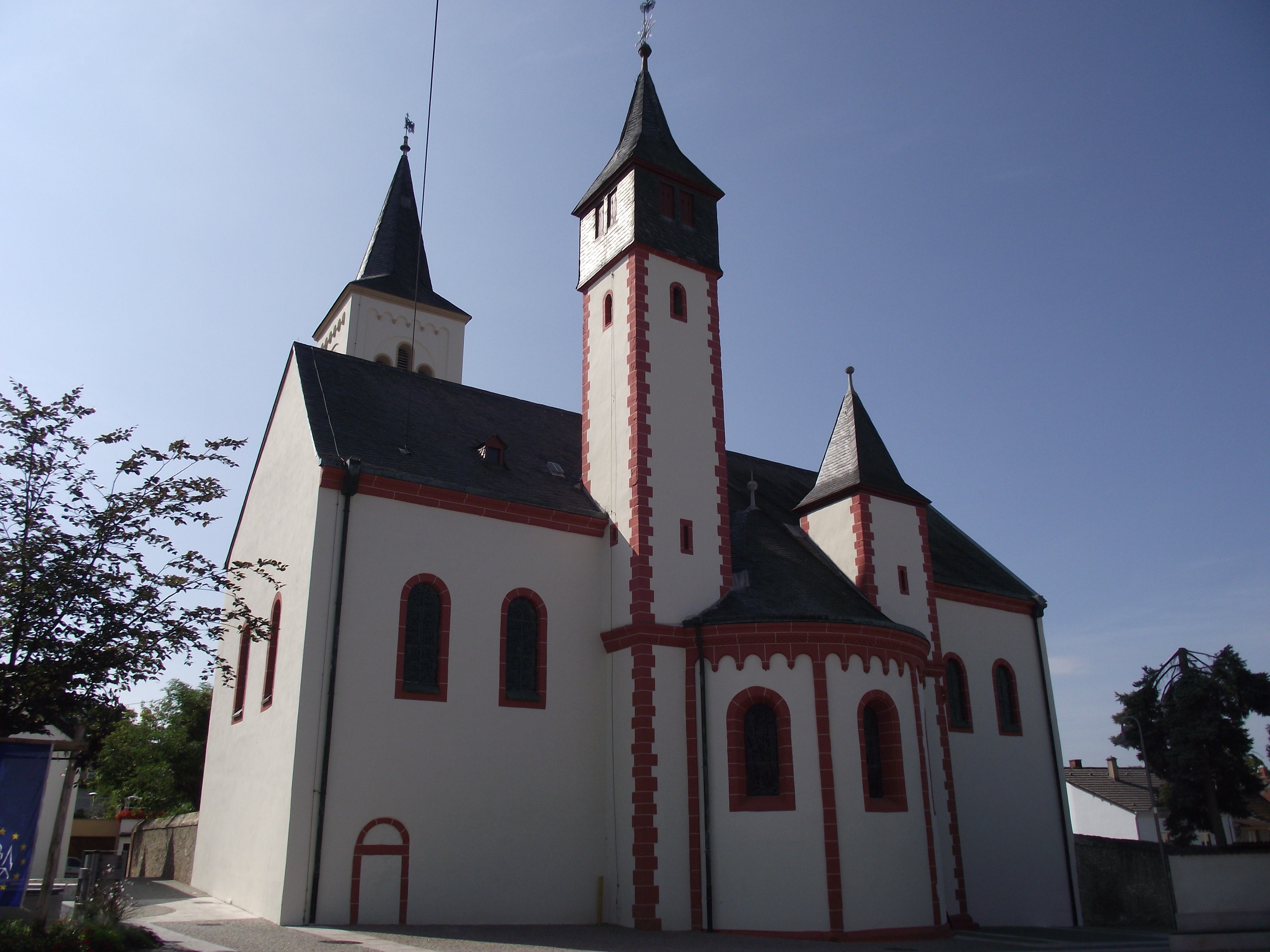
Photo de l'actuelle église de la Saalkirche.

Au Xe siècle on ajouta une nouvelle église, la Saalkirche, au sud de l'église-abside, qui conservait à cette époque une fonction, sans doute en tant que chapelle royale. Cette Saalkirche était beaucoup plus vaste que l'église-abside : la nef était d'une longueur double et les ailes ajoutaient encore au volume disponible. C'est là que, d'après les annales, ont été célébrés plusieurs couronnements du Xe siècle .
Au XIIe siècle, la Saalkirche a subi d'importantes réparations : on le voit encore aujourd'hui à l'ornementation romane de l'abside. La Saalkirche a pâti des déprédations de la guerre de Trente Ans et de son abandon au cours de l'occupation française pendant les guerres de coalition. L'église menaçait ruine, le chœur et les murs du transept s'étaient effondrés. Les travaux de réparation reprirent à partir de 1803, et bientôt on y organisa les premières messes. Le clocher a été reconstruit dans le style néo-roman en 1861. La nef n'a été reconstruite qu'en 1965, en respectant les connaissances historiques du moment.